# 乙川優三郎
乙川 優三郎（おとかわ ゆうざぶろう、1953年2月17日 - ）は、日本の小説家。本名島田 豊。

## 来歴・人物
東京都生まれ。生後すぐに千葉県に移る。千葉県立国府台高等学校卒。
ホテル・観光業の専門学校卒業後、国内外のホテルに勤務。会社経営や機械翻訳の下請を経て、作家になる。
この間に、酔った勢いで書いた小説が最終選考に残ったことから小説を書き始めた、という逸話がある。
時代小説を数多く書き、『脊梁山脈』では初の現代小説を書く。好きな作家に山本周五郎を挙げている。
2001年にその周五郎の名を冠した山本周五郎賞を『五年の梅』で受賞し、翌年に周五郎が辞退した直木三十五賞を『生きる』で受賞した。

## 受賞歴
- 1996年 - 『藪燕』で第76回オール讀物新人賞
- 1997年 - 『霧の橋』で第7回時代小説大賞
- 2001年 - 『五年の梅』で第14回山本周五郎賞
- 2002年 - 『生きる』で第127回直木三十五賞
- 2004年 - 『武家用心集』で第10回中山義秀文学賞
- 2013年 - 『脊梁山脈』で第40回大佛次郎賞
- 2016年 - 『太陽は気を失う』で第66回芸術選奨文部科学大臣賞[4]
- 2017年 - 『ロゴスの市』で第23回島清恋愛文学賞[5][6]

## 著書
- 『霧の橋』講談社 1997  のち文庫
- 『喜知次』講談社 1998  のち文庫 徳間文庫
- 『椿山』文藝春秋 1998  のち文庫
- 『屋烏』講談社 1999  のち文庫
- 『蔓の端々』講談社 2000  のち文庫
- 『五年の梅』新潮社 2000  のち文庫
- 『かずら野』幻冬舎 2001  のち文庫、新潮文庫
- 『生きる』文藝春秋 2002  のち文庫
- 『冬の標』中央公論新社 2002  のち文春文庫
- 『武家用心集』集英社 2003  のち文庫
- 『芥火』講談社 2004 「夜の小紋」文庫
- 『むこうだんばら亭』新潮社 2005  のち文庫
- 『さざなみ情話』朝日新聞社 2006 のち文庫、新潮文庫
- 『時雨の岡(乙川優三郎自撰短篇集 市井篇)』講談社 2006
- 『男の縁(乙川優三郎自撰短篇集 武家篇)』講談社 2006
- 『露の玉垣』新潮社 2007　のち文庫
- 『闇の華たち』文藝春秋 2009　のち文庫
- 『逍遥の季節』新潮社 2009  のち文庫
- 『麗しき花実』朝日新聞出版 2010　のち文庫
- 『脊梁山脈』新潮社 2013　のち文庫
- 『トワイライト・シャッフル』新潮社 2014　のち文庫
- 『太陽は気を失う』文藝春秋 2015　のち文庫
- 『ロゴスの市』徳間書店 2015　のち文庫
- 『R.S.ヴィラセニョール』新潮社 2017　のち文庫
- 『ある日 失わずにすむもの』徳間書店 2018　のち文庫
- 『二十五年後の読書』新潮社 2018
- 『この地上において私たちを満足させるもの』新潮社 2018
- 『地先』徳間書店 2019　のち文庫
- 『ナインストーリーズ』文藝春秋 2021
- 『あの春がゆき この夏がきて』徳間書店 2021
- 『潜熱』徳間書店 2022
- 『クニオ・バンプルーセン』新潮社 2023
- 『立秋』小学館  2024